# Raymond Bellot
Raymond Bellot (Alfortville, Francia, 9 de junio de 1929-Nantes, Francia, 24 de febrero de 2019) fue un futbolista francés que jugaba como delantero.

## Selección nacional
Formó parte de la selección francesa que obtuvo el tercer lugar en la Copa del Mundo de 1958. No jugó ningún partido con su selección.

### Participaciones en Copas del Mundo
| Mundial                        | Sede   | Resultado    | Partidos | Goles |
| ------------------------------ | ------ | ------------ | -------- | ----- |
| Copa Mundial de Fútbol de 1958 | Suecia | Tercer lugar | 0        | 0     |

## Clubes
| Club               | País    | Año       |
| ------------------ | ------- | --------- |
| RC Paris           | Francia | 1950-1953 |
| Toulouse FC (1937) | Francia | 1953-1955 |
| AS Mónaco          | Mónaco  | 1955-1958 |
| Stade français     | Francia | 1959-1964 |